# 布龙查莱斯
布龙查莱斯，是西班牙阿拉贡自治区特鲁埃尔省的一个市镇。总面积60平方公里，总人口472人（2001年），人口密度8人/平方公里。